# Eduard Wenisch
Eduard Wenisch (29. ledna 1852 Podbořanský Rohozec – 16. února 1929 Teplice) byl sudetoněmecký učitel, redaktor a spisovatel. Předsedal několika krušnohorským spolkům, sbíral pověsti z Jáchymovska, angažoval se při výstavbě rozhledny na Klínovci a meteorologické stanice na Milešovce. Současníci ho považovali za jednoho z nejvýznamnějších německých pedagogů v Čechách a oceňovali jeho přínos k vlastivědnému bádání.

## Život
Narodil se 29. ledna 1852 v Podbořanském Rohozci. Od roku 1872 byl zaměstnán ve školství; v 80. letech působil vyučoval na měšťanské škole v Jáchymově, roku 1886 se stal školním inspektorem pro Teplice a Duchcov a o rok později ředitelem dívčí národní a měšťanské školy v Teplicích. Později v tomto městě řadu let působil jako okresní školní inspektor.
Aktivně se účastnil veřejného života. Spoluzakládal Erzgebirgsverein Joachimsthal (Krušnohorský spolek Jáchymov) a v letech 1880-86 byl jeho prvním předsedou. V letech 1888-1921 předsedal teplickému horskému spolku (Teplitzer Gebirgsverein) a 1903-1921 také sdružení horských spolků severozápadních Čech (Nordwestbömisches Gebirgsvereinsverband), které jej nakonec jmenovalo čestným předsedou. Na základě jeho iniciativy byla založena meteorologická stanice na Milešovce (Donnersbergswarte) a rozhledna na Klínovci (Keilberganlage). Řadu let byl také šéfredaktorem časopisu Erzgebirgs-Zeitung (od r. 1883) a přispíval do deníku Bohemia.
Byl oceňován za zásluhy o rozvoj regionálního školství a za vlastivědnou práci při rozšiřování znalostí o Krušných horách a jejich krásách. Současníci ho pokládali za jednoho z nejvýznamnějších česko-německých pedagogů.
Zemřel 16. února 1929 v Teplicích.

## Dílo
Samostatně vydal následující publikace:
- Dichterbuch zur Pflege der österreichischen Vaterlandsliebe (cca 1877-1880), sbírka prorakouských vlasteneckých básní
- Sagen aus dem Joachimsthaler Bezirke (1882), sbírka 42 lidových pověstí z Jáchymovska. Většinu jich vypráví sám, některé pocházejí od jiných autorů (Bedřich Bernau, Karl Viktor von Hansgirg).[6]
- Festschrift zur Einweihung des Kaiser Franz Josefs-Aussichtsthurmes auf dem Keilberge am 3. August 1884 (1884), spis ke slavnostnímu otevření rozhledny na Klínovci